# Powstanie Cabanagem
Powstanie Cabanagem miało miejsce w latach 1835–1839 w Brazylii.
Dnia 7 stycznia 1835 r. w stolicy brazylijskiej prowincji Pará - Belém, doszło do wybuchu powstania biedoty (tzw. Cabanagem, cabanas- mieszkańcy szałasów). Powstańcy ogłosili utworzenie samodzielnej republiki i wybrali na prezydenta płk. Félixa Clemente Malchera. Został on jednak obalony i stracony po tym jak zadeklarował wierność cesarzowi Piotrowi II. Nowym prezydentem został Antônio Vinagre. W kwietniu 1835 r. wojska rządowe zajęły Belém. Jednakże w sierpniu, 3000 partyzantów po zaciętej walce odbiło stolicę, w bitwie śmierć poniósł Antônio Vinagre. W kwietniu 1836 r. flota rządowa zablokowała Belém od strony morza i lądu. W maju tego samego roku po zaciętych walkach powstańcy opuścili miasto wycofując się w rejony górnej Amazonki. Do 1839 r. trwały działania partyzanckie, po czym powstanie upadło.  
Literatura:
- Zygmunt Ryniewicz: Leksykon bitew świata, Wyd. Alma-press, Warszawa 2004.